# شوانغ شيا جونغ
شوانغ شيا جونغ (بالصينية: 莊佳容) مواليد 10 يناير 1985 في كاوهسيونغ، تايوان، هي لاعبة كرة مضرب تايوانية بدأت مسيرتها كمحترفة سنة 2001 تلعب باليد اليمنى. أعلى تصنيف لها في الفردي كان المركز الـ 177 في سنة 2006. شاركت في دورة الألعاب الأولمبية الصيفية.

## الخط الزمني للزوجي
مفتاح
| ف | ن | ن.ن | ر.ن | د# | د.م | ل | أ.أ | ت | غ | ب | ف | ذ | م.خ | ل.ت |

(ف) فاز بالبطولة (ن) وصل النهائي (ن.ن) نصف النهائي (ر.ن) ربع النهائي (د#) الأدوار الأربعة الأولى (د.م) دور المجموعات (ل) شارك في كأس ديفيز (أ.أ) خرج من الأدوار الاولى (ت) خسر التصفيات التأهيلية (غ) غاب عن الحدث أو البطولة (ب) حصل على ميدالية برونزية (ف) حصل على ميدالية فضية (ذ) حصل على ميدالية ذهبية (م.خ) بطولة الماسترز خُفضت إلى مرتبة أقل (ل.ت) البطولة لم تعقد في السنة المعينة.
لتجنب الارتباك وازدواجية الحساب، يتم تحديث هذه المعلومات إما في نهاية البطولة، أو عندما تكون مشاركة اللاعب في البطولة قد انتهت.
| الدورة                        | 2005 | 2006 | 2007 | 2008 | 2009 | 2010 | 2011 | 2012 | 2013 | 2014 | إجمالي ف/خ |
| ----------------------------- | ---- | ---- | ---- | ---- | ---- | ---- | ---- | ---- | ---- | ---- | ---------- |
| دورات الجراند سلام            |      |      |      |      |      |      |      |      |      |      |            |
| بطولة أستراليا المفتوحة للتنس | د3   | د1   | ن    | د3   | د1   | د2   | ر.ن  | د1   | غ    | د1   | 13–9       |
| دورة رولان غاروس الدولية      | غ    | غ    | ر.ن  | ر.ن  | د2   | د1   | د1   | د2   | غ    | غ    | 8–6        |
| ويمبلدون                      | غ    | غ    | د3   | د1   | د2   | د2   | د1   | د1   | غ    | غ    | 4–6        |
| أمريكا المفتوحة               | د2   | غ    | ن    | د1   | د1   | د2   | د1   | ر.ن  | غ    | غ    | 9–5        |
| ف-خ جراند سلام                | 3–2  | 0–1  | 15–4 | 5–4  | 2–4  | 3–4  | 3–3  | 4–4  | 0–0  | 0–1  | 35–28      |

- إجمالي ف/خ = إجمالي الفوز والخسارة

## روابط خارجية
- شوانغ شيا جونغ على موقع رابطة محترفات التنس (الإنجليزية)
- شوانغ شيا جونغ على موقع الاتحاد الدولي لكرة المضرب (الإنجليزية)
- شوانغ شيا جونغ على موقع كأس بيلي جين كينغ (الإنجليزية)
- شوانغ شيا جونغ على موقع خلاصة التنس.كوم (الإنجليزية)
- شوانغ شيا جونغ على موقع أوليمبيديا (الإنجليزية)